# Hattuaires
Les Hattuaires (Chattuaires ou Attuares, vieil anglais Hetware) étaient un peuple du groupe des Francs ripuaires, sans doute d'origine chatte. Sous la menace des Saxons, les Chattuaires s'établirent au IVe siècle entre les cours inférieurs du Rhin et de la Meuse près de Nimègue sur un territoire auquel ils donnèrent leur nom : le pagus Attoarii (dans le Liber historiae francorum).
Au terme de sa campagne contre les Francs de 293-295, Constance Chlore installa des lètes hattuaires sur une partie du territoire des Lingons dépeuplée par les ravages des Alamans et une épidémie de peste. Établie sur le Plateau de Langres et ses vallées ainsi que dans la plaine de la Vingeanne (notamment à Heuilley-sur-Saône) et la partie lingonne de celle de la Saône, la colonie de peuplement hattuaire est à l'origine du Pagus Attoariensis, l'Attouar, qui devint l'Atuyer de la Bourgogne carolingienne.